# Agencia del Cine y el Audiovisual del Uruguay
La Agencia del Cine y el Audiovisual del Uruguay (ACAU) es una institución uruguaya encargada de la promoción de la actividad audiovisual y cinematográfica de Uruguay.

## Creación
La ACAU fue creada tras la aprobación de la ley de rendición de cuentas en octubre de 2022,sustituyendo al Instituto Nacional del Cine y el Audiovisual del Uruguay (ICAU). Dicha agencia fue creada como una empresa pública no estatal.
En febrero de 2023 fue constituido su órgano directivo, presidido por Facundo Ponce de León. En marzo de 2025, asumieron las nuevas autoridades designándose como presidenta a Gisella Previtali